# Igreja de Santa Luzia (Lisboa)
A Igreja de Santa Luzia ou Igreja de Santa Luzia e de São Brás é uma igreja localizada na freguesia de Santiago, em Lisboa, em Portugal. Junto à igreja, encontra-se o miradouro de Santa Luzia.

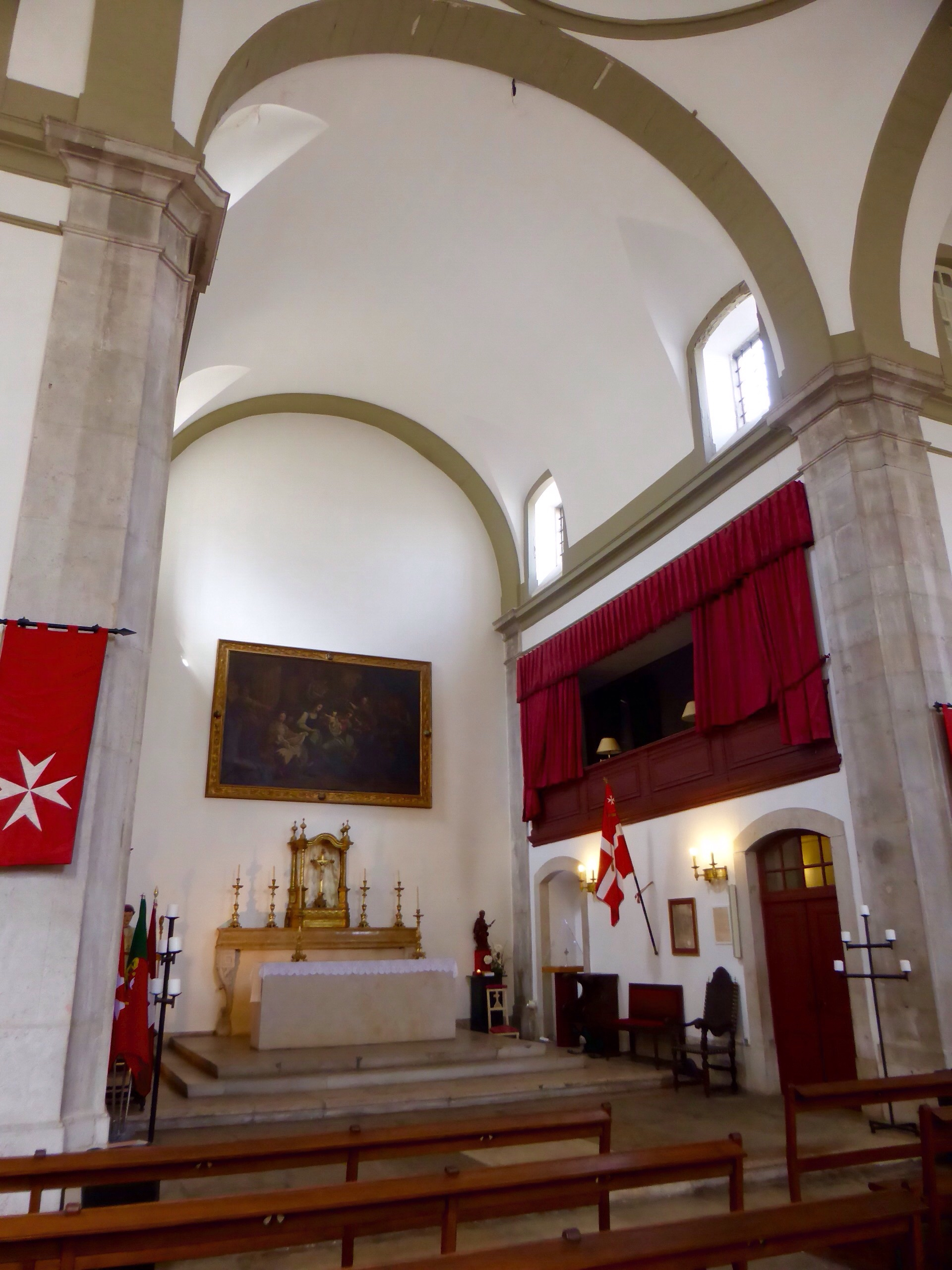
Interior da igreja

Esta igreja foi construída durante o reinado de D. Afonso Henriques. Não é claro se já construída neste momento por cavaleiros da Ordem São João de hospital para Jerusalém (posterior Ordem de Malta). Actualmente, é a sede nacional da Assembleia dos Cavaleiros Portugueses da referida Ordem. 
A actual construção data do século XVIII, tendo sido remodelada após o terramoto de 1755, sob a responsabilidade do arquitecto Mateus Vicente de Oliveira.
Lateralmente, possui dois painéis de azulejo representado cenas da tomada de Lisboa aos mouros e a Praça do Comércio. A planta da igreja é em cruz latina.